# رخصة قيادة مصرية
رخصة القيادة المصرية هي وثيقة رسمية تسمح لحاملها القيادة في القطر المصري وتسمح أيضا بقيادة السيارات خارج القطر المصري لفترات مؤقتة حسب قوانين الدول الأخرى.
وصف الرخصة وشرحها.

## وصف الرخصة
- أصبحت رخصة القيادة المصرية الجديدة إلكترونية مؤمنة بدلا من الرخصة الورقية السابقة وتم ذلك من اجل منع التزوير وحماية للبيانات ويمكن استرجاع بيانات الرخصة من جميع أجهزة الحاسب بوزارة الداخلية في مصر التابعة للمرور ويتم ربطها بنظام الرقم القومي الجديد.

## خطط مستقبلية
- من المخطط لاحقا ان يتم عمل شريحة ذكية لا تلامسية في بطاقة الرقم القومي تشمل بيانات رخصة القيادة ودمج بطاقة الهوية والرخصة في آن واحد.

## كيفية استخراجها
- يتم استخراج الرخصة لأول مرة بعد تقديم الأوراق اللازمة مثل 4 صور شخصية حديثة وبطاقة الرقم القومي سارية وصورتها والمؤهل الدراسي أو ما يثبت القدرة على الكتابة والقراءة والشهادات الطبية نظر وباطنة وان يكون السن 18 عاما أو أكثر ودفع الرسوم بعدها يتم عمل امتحان شفوي على الرموز وإشارات المرور عن طريق الحاسب أو بإشراف مدير وحدة المرور ويكون ذو رتبة رفيعة بعدها يتم عمل امتحان عملي على القيادة يختلف من مكان لأخر في الصعوبة.

كيفية استخراجها.
كثيراً ما يختلط الأمر بين رخصة القيادة الذي نحن بصددها الآن وبين رخصة السيارة وتختلف أسعار تراخيص السيارات حسب حجم المحرك الداخلي بها وموديل الصنع للسيارة ويمكنك معرفة الفرق والأسعار كاملة من رسوم ترخيص السيارات ويجب عليك أن تمتلك بطاقة شخصية ذات (14) رقم قومي حتى تتمكن من استخراج كلتا الرخصتين.

## من لا يحق له استخراجها
- لا يجوز لغير المقيمين بشكل دائم أو لفترة اقل من 6 أشهر استخراج رخصة قيادة مصرية باي حال من الأحوال.

## استخراجها للأجانب الحاصلين على رخص في دولهم
- يمكن استبدال الرخص الأجنبية برخصة مصرية لكثير من الدول دون الحاجة لعمل

الاختبارات الأزمة.

## استخدام الرخصة خارج مصر
- في حالة رغبة استخدام الرخصة في الخارج أو استخراج رخصة قيادة دولية يجب اولا استخراج شهادة للرخصة من محل اصدارها وذلك لتقديمها مع الرخصة لتبديلها مقابل رخصة وطنية للدولة المضيفة أو استخراج رخصة قيادة دولية بشهادة البيانات.

## مدة إصدار الرخصة واستلامها
- يتم استخراج الرخصة واستلامها في نفس يوم تقديم الطلب، ويتم اختبار القيادة في نفس اليوم أيضاً.

## في حالة فقدانها
- تعتبر رخصة القيادة وثيقة ذات أهمية كبرى حيث انه في حالة ضياعها يجب إبلاغ اقرب قسم شرطة وعمل محضر بذلك حتى يتسنى استخراج رخصة بديلة.

## القبول العالمي للرخصة
لا تقبل في أي دولة

## صلاحية الرخصية
- رخصة القيادة المصرية سارية لمدة عشر سنوات كاملة من تاريخ الإصدار.

## وصلات خارجية
- موقع إدارة المرور لوزارة الداخلية المصرية

1. ↑  ، رخصة القيادة المصرية. نسخة محفوظة 02 يناير 2018 على موقع واي باك مشين.
2. ↑  [كتيب ارشادات المرور]، وزارة الداخلية المصرية.